# Stretford
Stretford – miasto w Anglii, w hrabstwie ceremonialnym Wielki Manchester, w dystrykcie metropolitalnym Trafford. Leży 6 km na południowy zachód od centrum miasta Manchester. W 2001 miasto liczyło 37 455 mieszkańców.